# Jaeger Table
Jaeger Table (in lingua inglese: Altopiano Jaeger) è il plateau sommitale coperto di ghiaccio del Dufek Massif nei Monti Pensacola in Antartide. Si innalza fino a 2.030 m nel Worcester Summit.
Il plateau è stato mappato nel 1968 dall'United States Geological Survey (USGS) sulla base di rilevazioni e foto aeree scattate nel 1964. 
La denominazione è stata assegnata, su proposta del geologo Arthur B. Ford dell'(USGS), dall'Advisory Committee on Antarctic Names (US-ACAN) in onore del comandante James W. Jaeger, dell'U.S. Navy, pilota dell'aereo Lockheed C-130 Hercules dello Squadron VXE-6  che aveva trasportato in zona l'intero gruppo dell'USGS per la stagione 1976-77.